# Frances Fuller
Frances Fuller (* 16. März 1907 in Charleston, South Carolina; † 18. Dezember 1980 in New York City) war eine US-amerikanische Schauspielerin.

## Leben
Frances Fuller war die Nichte des Politikers James F. Byrnes. Sie wurde am Manhattanville College ausgebildet und studierte Schauspiel am American Academy of Dramatic Arts in New York City. Anschließend debütierte sie als Theaterschauspielerin und konnte sich am Broadway etablieren. Insbesondere in den 1930ern spielte sie in einigen erfolgreichen und später auch verfilmten Produktionen wie The Front Page, The Animal Kingdom und Stage Door. Fullers filmisches Schaffen ist klein und sie spielte in einem Zeitraum von 41 Jahren in nur fünf Kinofilmen, daneben hatte sie einige Auftritte in Fernsehserien. Von 1954 bis 1964 leitete sie die Academy of Dramatic Arts, an der sie einst studiert hatte, und unterrichtete als Schauspiellehrerin unter anderem Grace Kelly und Anne Bancroft.
Fuller war ab 1940 bis zu ihrem Tod mit dem Produzenten Worthington Miner verheiratet. Der gemeinsame Sohn ist der Fernsehproduzent und -regisseur Peter Miner und die Enkelin die Schauspielerin Rachel Miner.

## Filmografie (Auswahl)
- 1933: One Sunday Afternoon
- 1934: Elmer and Elsie
- 1955: Das Mädchen auf der roten Samtschaukel (The Girl in the Red Velvet Swing)
- 1971: Der verkehrte Sherlock Holmes (They Might Be Giants)
- 1974: Die Straße des Bösen (Homebodies)